# Veltrubský luh
Přírodní rezervace Veltrubský luh byla vyhlášena roku 1985. Důvodem ochrany je komplex lužních lesů a mokřadů. Nachází se na katastrálním území obcí Nová Ves I a Veltruby, geomorfologicky náleží středolabské tabuli.

## Popis oblasti
V lužním lese najdeme dub letní (Quercus robur), habr obecný (Carpinus betulus), jasan ztepilý (Fraxinus excelsior), javor babyku (Acer campestre) či lípu malolistou (Tilia cordata). V tůních roste mj. rdest vzplývavý (Potamogeton natans), voďanka žabí (Hydrocharis morsus-ranae) nebo stulík žlutý (Nuphar lutea). V lese pak dymnivka dutá (Corydalis cava), kruštík modrofialový (Epipactis purpurata) a kruštík polabský (Epipactis albensis). Na loukách roste koromáč lešníkový (Silaum silaus), hvozdík svazčitý (Dianthus armeria) a vzácně hadí jazyk celolistý (Asplenium scolopendrium). Průzkum odhalil 57 druhů měkkýšů, v rezervaci žije skokan štíhlý (Rana dalmatina), užovka obojková (Natrix natrix), puštík obecný (Strix aluco) a četné druhy zpěvného ptactva (pěvci).. Na území památky leží největší labská tůň typického srpkovitého tvaru.